# Iwan Kolew (ur. 1957)
Iwan Wenkow Kolew (ur. 14 lipca 1957 w Sofii) – bułgarski piłkarz i trener piłkarski. Był zawodnikiem Łokomotiwu Sofia i CSKA Sofia. Na początku lat 80. rozpoczął pracę szkoleniową; najpierw jako asystent w Lewskim Sofia (1982–1987). Następnie przez pięć lat – od 1987 do 1992 – był pierwszym trenerem drugoligowego Iskaru Pazardżik. Krótko prowadził również Slawię Sofia (1993–1994), Dunaj Ruse (1995–1996) i FK Kremnikevci (1996–199).
W 1997 roku został asystentem trenera reprezentacji Bułgarii do lat 19., a rok później tymczasowo przejął jego obowiązki. Od 2000 do 2002 roku był selekcjonerem kadry U-21.
W 1999 roku po raz pierwszy wyjechał do Indonezji, do klubu Persija Jakarta. Po kilku miesiącach powrócił do Bułgarii, aby objąć stanowisko selekcjonera młodzieżowej reprezentacji, ale po wygaśnięciu kontraktu z Bułgarskim Związkiem Piłki Nożnej ponownie zjawił się w Indonezji, jako szkoleniowec kadry, z którą pracował od 2002 do 2004 roku. Później prowadził Mjanmę (2004–2005) oraz kilka klubów z ligi Indonezji, gdzie mieszka na stałe. W styczniu 2007 roku po raz drugi został selekcjonerem tamtejszej reprezentacji.
Od połowy 2008 roku po raz drugi jest opiekunem bułgarskiej reprezentacji młodzieżowej.